# Roxana Bârcă
Roxana Bârcă (ur. 22 czerwca 1988 w Bukareszcie) – rumuńska lekkoatletka specjalizująca się w biegach długodystansowych, uczestniczka igrzysk olimpijskich w Londynie.

## Kariera

### Doping
Została odsunięta od sportu z powodu zażywania niedozwolonych substancji chemicznych. Zakaz trwał od 11 lipca 2013 r. do 3 września 2015.

### Igrzyska olimpijskie
Wzięła udział w biegu na 5000 metrów podczas igrzysk w 2012 roku. W eliminacjach zajęła 18. miejsce z czasem 16:01,04, odpadając z dalszej rywalizacji. 